# 帕爾洛 (烏克蘭)
48°34′6″N 22°10′9″E / 48.56833°N 22.16917°E

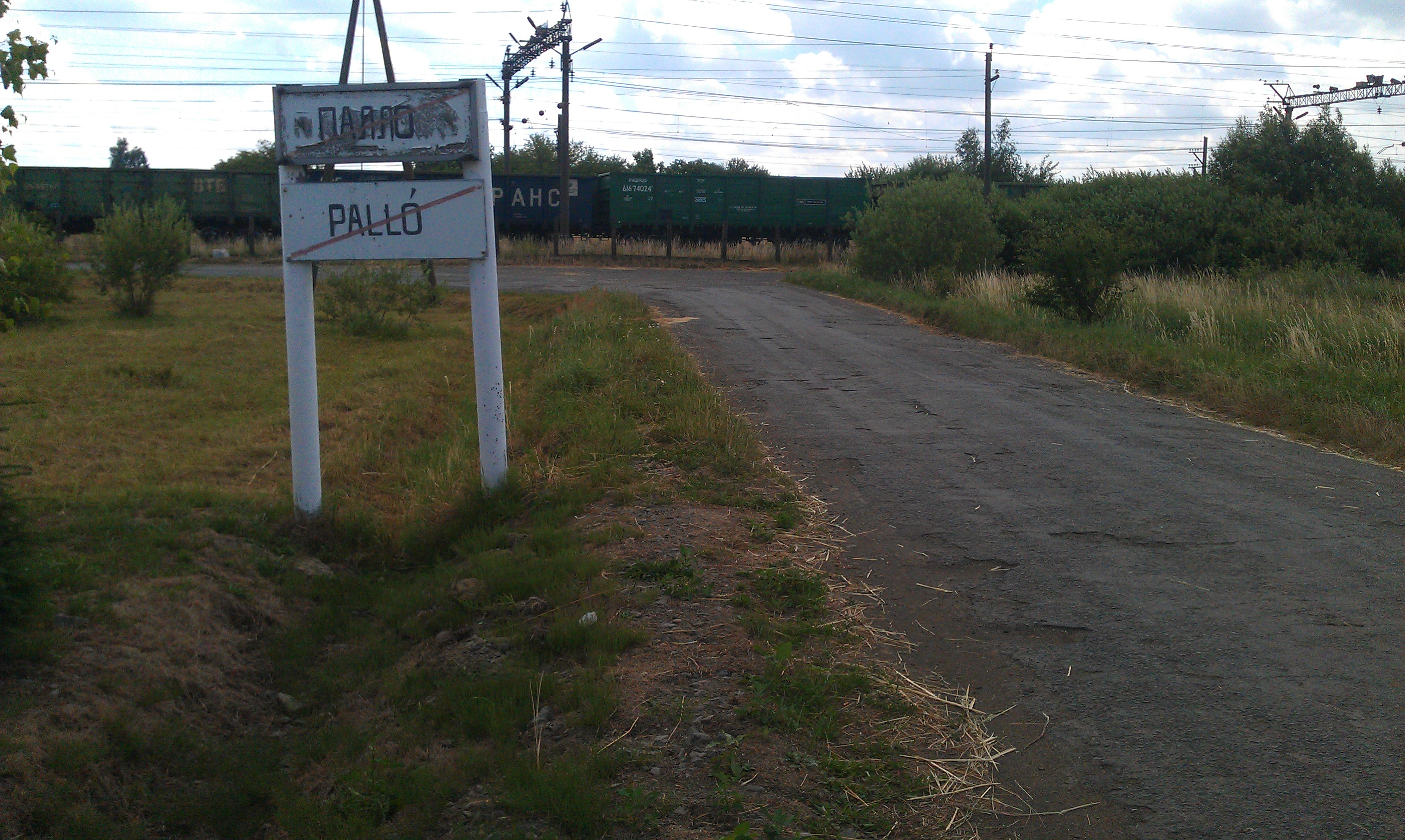

帕爾洛（烏克蘭語：Палло），是烏克蘭的村落，位於該國西部外喀爾巴阡州，由烏日霍羅德區負責管轄，始建於1828年，面積0.06平方公里，海拔高度106米，2001年人口422，人口密度每平方公里7,033.3人。